# Zatyshsy
Zatyshsy  (ucraniano: Затишшя) es una localidad del Raión de Kotovsk en el Óblast de Odesa de Ucrania. Según el censo de 2001, tiene una población de 174 habitantes.